# Norveški pomorski muzej
Norveški pomorski muzej (norveško Norsk Maritimt Museum) stoji v kraju Bygdøynesveien na polotoku Bygdøy, na zahodni strani Osla na Norveškem. Je v bližini številnih drugih muzejev, vključno z muzejem Fram, muzej Kon-Tiki, Norveški muzej kulturne zgodovine in Muzej vikinških ladij. Od leta 2015 je postal del fundacije Norwegian Folkemuseum.

## Pregled
Muzej je bil ustanovljen leta 1914 v zvezi z jubilejno razstavo v Frognerju leta 1914 in prej znan kot Norsk Sjøfartsmuseum. Razstave o obalni kulturi in pomorski zgodovini zajemajo številne teme, vključno z gradnjo ladij, modeli čolnov, ribolovom, pomorsko arheologijo in ladijskim prometom. Del muzejske izkušnje sta tudi video Pomorska Norveška Iva Caprina in knjižnica. Poleg tega ima muzej morski arheološki oddelek. Muzej prikazuje tudi zbirko več kot 40 pomorskih slik uglednih umetnikov.

## Arhitektura
Norveški pomorski muzej v Bygdøynu je bil zgrajen v obdobju 1957–1974. Arhitekta stavbe sta bila Trond Eliassen in Birger Lambertz-Nilssen, pomočnik pa je bil Stein Nord. Stavba je bila nagrajena z nagrado Grossererja Haralda Sundta za arhitekturno izjemno zasebno stavbo, postavljeno na zemljišču mesta Oslo za leta 1972–1973.

## Ladje
Na ogled sta ladji Stavanger in Svanen. Stavanger je oblikoval Colin Archer za Norveško društvo za reševanje na morju. Trijamborna škuna Svanen je bila zgrajena pozimi 1915–1916 in je služila norveški trgovski floti.
Od leta 1972 je bila Gjøa razstavljena v Norveškem pomorskem muzeju. Ladja je bila prva ladja, ki je preplula severozahodni prehod med arktično ekspedicijo Roalda Amundsena 1903–06. Leta 2009 sta Norveški pomorski muzej in Muzej Fram podpisala pogodbo, da Muzej Fram prevzame razstavo Gjøa. Trenutno je razstavljena v samostojni stavbi Muzeja Fram.

## Raziskovalni projekti (izbor)
Norveški pomorski muzej je kot raziskovalni muzej vključen v različne nacionalne in mednarodne projekte in sodelovanja, npr. projekt, ki ga financira Norveški raziskovalni svet The Last Ice Age: The Trade in natural ice as an agent of modernization and economic integration in 19th and early 20th century, pri katerem muzej sodeluje z Univerzo Hull (GB), Univerzo Old Dominion in University College of Southeast Norway.

## Galerija
- Norveški pomorski muzej z muzejem Fram na desni
- Fiskere Ved Kvitsøy, Lars Lauritz Larsen Haaland
- Kronprindsesse Louise, Reinholdt Boll
- Christiana, John William Edy
- I Skip I Rom Sjø, Carl Wilhelm Barth
- Dampskipsanløp I Lofoten, Eilert Adelsteen Normann